# Hãy phá đổ bức tường này

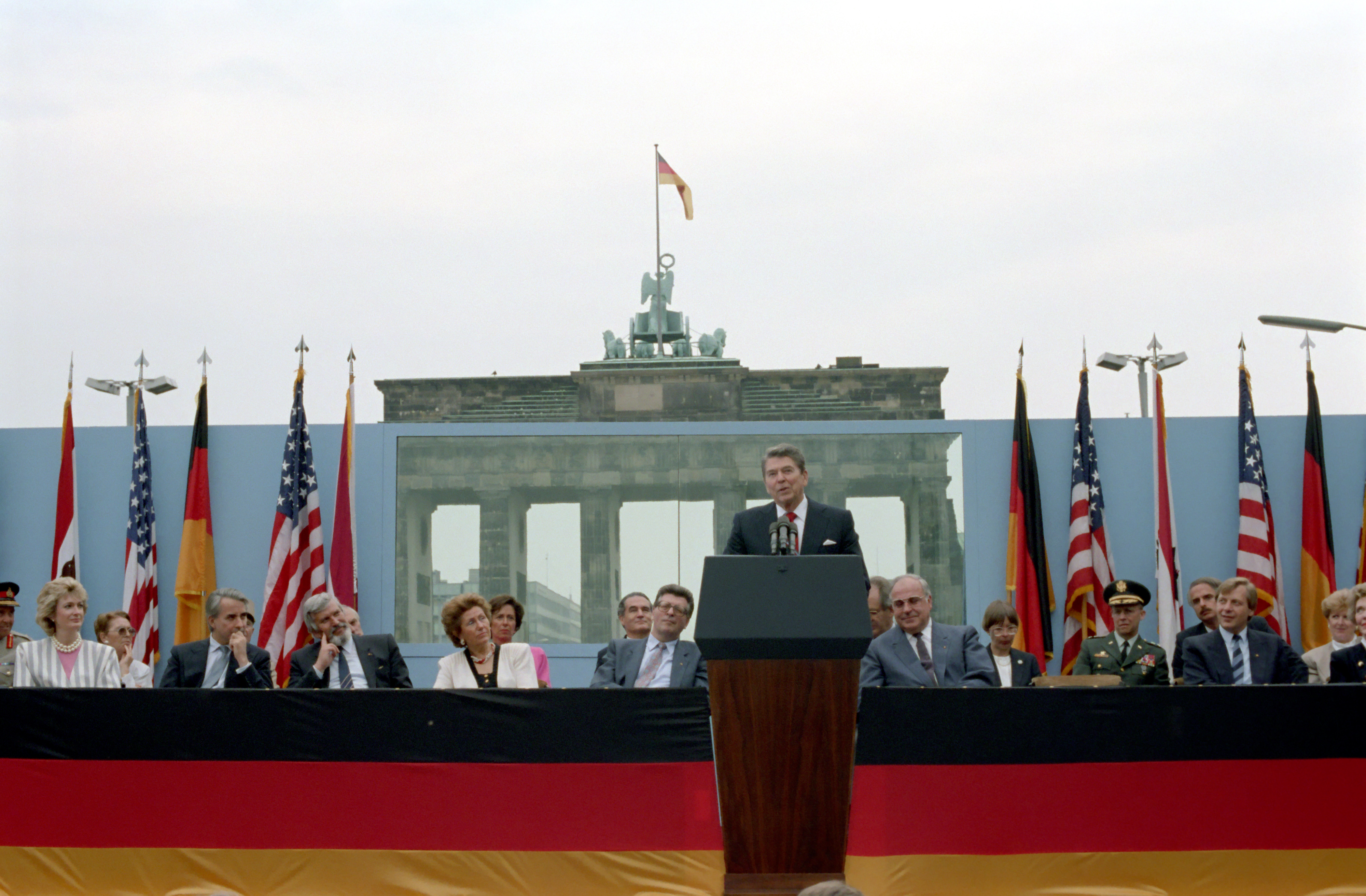
Tổng thống Hoa Kỳ Ronald Reagan đọc diễn văn trước Cổng Brandenburg ở Bức tường Berlin.

"Hãy phá đổ bức tường này" (Tear down this wall) là một phần của một bài diễn văn nổi tiếng của Tổng thống Hoa Kỳ Ronald Reagan mà trong đó ông thách thức nhà lãnh đạo Liên Xô Mikhail Sergeyevich Gorbachyov hãy phá bỏ Bức tường Berlin.
Trong một bài diễn văn đọc tại Cổng Brandenburg cạnh Bức tường Berlin vào ngày 12 tháng 6 năm 1987, Reagan đã thách thức Gorbachyov (lúc đó là Tổng Bí thư Đảng Cộng sản Liên xô) hãy phá bỏ bức tường để biểu hiện sự ước muốn của Gorbachyov trong việc làm gia tăng sự tự do trong khối Xô Viết. Mặc dù bức tường là trách nhiệm của chính quyền Đông Đức, nhưng Hoa Kỳ coi Đông Đức là một chính phủ bù nhìn của Xô Viết.
Reagan đã đọc bài diễn văn "hãy phá đổ bức tường này", được Peter Robinson soạn, mặc dù gặp nhiều phản đối từ cả Bộ Ngoại giao Hoa Kỳ và Hội đồng An ninh Quốc gia. Phó Cố vấn An ninh Quốc gia (và là Bộ trưởng Ngoại giao tương lai) Colin Powell là một trong những người trong chính phủ Hoa Kỳ chống đối mạnh mẽ nhất.
Những câu nổi tiếng nhất trong bài diễn văn như sau:
| “ | General Secretary Gorbachev, if you seek peace, if you seek prosperity for the Soviet Union and Eastern Europe, if you seek liberalization, come here to this gate. Mr. Gorbachev, open this gate. Mr. Gorbachev, tear down this wall! | ” |

(Tổng Bí thư Gorbachev, nếu ông tìm hòa bình, nếu ông tìm thịnh vượng cho Liên Xô và Đông Âu, nếu ông tìm giải phóng, hãy đến đây nơi cổng này. Ông Gorbachev, hãy mở cổng này. Ông Gorbachev, hãy phá đổ bức tường này!)
Vào ngày 18 tháng 10 năm 1989, nhà lãnh đạo Đông Đức Erich Honecker từ chức, và vào ngày 9 tháng 11, các người lãnh đạo mới của Đông Đức nới lỏng hạn chế cho dân Đông Đức rời khỏi quốc gia, ngay lập tức đánh dấu sự sụp đổ của Bức tường Berlin.
Có nhiều tranh cãi về mức độ ảnh hưởng, nếu có, mà sự thách thức đó mang đến. Có vài nguồn nói rằng sự sụp đổ của bức tường theo sau đó là bằng chứng rằng bài diễn văn là điểm bắt đầu cho sự thay đổi trong khi những nguồn khác thì cho rằng bài diễn văn của Reagan chỉ đơn giản đúng thời vận. Tuy nhiên không ai nghi ngờ sự chống đối cương quyết của Reagan với giới lãnh đạo Xô Viết là một yếu tố chính trong việc lật đổ các chính thể cộng sản, xảy ra trong hai năm ngay sau khi ông rời nhiệm sở tổng thống.